# Лапин, Борис Фёдорович
Бори́с Фёдорович Ла́пин (5 сентября 1934 — 4 июня 2005) — русский советский писатель-фантаст, редактор и киносценарист. Член Союза писателей СССР.

## Биография
Родился 5 сентября 1934 года в Иркутске.
Окончил филологический факультет Иркутского университета в 1957 году. Работал сценаристом, редактором, потом главным редактором Восточно-Сибирской студии кинохроники.
Один из участников Читинского зонального совещания-семинара молодых писателей Сибири и Д. В. (1965). Из тринадцати литераторов, рекомендованных семинаром в СП, семеро (В. Распутин, А. Вампилов, Д. Сергеев, Г. Машкин, Г, Пакулов, Б Лапин, В. Шугаев) были из Иркутска. Эту семерку критики  окрестили «иркутской стенкой».
В 1974—1979 годах был главным редактором журнала «Сибирь».
В 1990 году подписал «Письмо 74-х».
Скончался 4 июня 2005 года в Иркутске.

## Творчество
Первый рассказ Лапин опубликовал в 1952 в газете «Советская молодёжь» (Иркутск). Его первые стихи появились в сборнике «Молодая Ангара» (1955).
В середине 1960-х годов писатель обратился к жанру научной фантастики. Первая фантастическая публикация — рассказ «Мы встретимся здесь завтра» в первой книге писателя «Сын своего отца» (1964). Фантастические произведения автора составили сборники «Кратер Ольга» (1968), «Под счастливой звездой» (1978), «Первый итог» (1985), «Ничьи дети» (1985).
Споры вызвала фантастическая повесть Лапина «Первая звёздная» (1973; др. — «Первый шаг»), рассказывающая о полёте в космос «звёздного ковчега», на котором сменяются поколения и который, как выясняется, оказывается всего лишь имитацией звёздной экспедиции — экспериментом над не знающими этого людьми. Особое возмущение критиков вызвал тот факт, что автор относится к подобному эксперименту вполне положительно.
В 1990-е годы писатель вновь вернулся к реалистической прозе, написав несколько детективов («Окнами в тайгу», серия «Дела и дни Аркадия Старухина»), лирическую повесть «Любовь-разлука, северный вариант», а также воспоминания о В. П. Астафьеве. В 2004 году Лапин опубликовал книгу «Рассоха», в которую вошли его повести и рассказы о современной сибирской жизни.
По сценариям Лапина снято несколько хроникальных и документальных фильмов. Кроме того, по его рассказу «Разноцветье-разнотравье» создан художественные фильм «На берегу большой реки» (1980), а по рассказу «Клавдюшка» — «Гарем Степана Гуслякова» (1990).

### Книги
- Сын своего отца. — Иркутск: Восточно-Сибирское, 1964. — 160 с. — 15 000 экз.
- Кратер Ольга. — Иркутск: Восточно-Сибирское кн. изд-во,, 1968.. — С. 136. — 30 000 экз.
- Двое. Повесть. — Иркутск, 1971.
- Пещера трёх робинзонов. — Иркутск: Восточно-Сибирское кн. изд-во, 1972. — С. 104. — 100 000 экз.
- Снежная дача. — Иркутск, 1975.
- Разноцветье, разнотравье. — М., Современник, 1977
- Под счастливой звездой: Повести и рассказы. — М.: МГ, 1978. — С. 240 с.. — (Библиотека советской фантастики). — 100 000 экз.
- Серебряный остров.—  Иркутск, 1980.
- Гидростроители: Повести и рассказы. - Иркутск: Восточно-Сибирское кн. изд-во, 1982. - 272 с., илл., 50 000 экз.
- Ничьи дети: НФ повести и рассказы. — Иркутск: Восточно-Сибирское кн. изд-во, 1985. — С. 272. — 50 тыс. экз.
- Первый итог: Ф рассказы и повести. — М.: МГ, 1985. — С. 224 с.. — (Библиотека советской фантастики). — 100 000 экз.
- Своя жена. —  Иркутск, 1988.
- Потаенное ныряющее судно. —  Иркутск, 1990.
- Чугуевские ведьмы. — Иркутск, 1994. — 266 с. — 5000 экз.
- Петрович. Воспоминания о В.П.Астафьеве. - Иркутск: ООО "Издательство "Папирус"",  - 2002. - 112 с. - 500 экз.
- Рассоха. — 2004.

## Произведения
- X, Y, Z + O из подворотни: Забавная, почти фантастическая история из жизни студентов (1965)
- Арбузная корочка (1985) [= Коэффициент Маггера]
- Белый шаман (1991) [= Хронос Неумолимый 1]
- Вся мудрость мира (1966)
- Голубые зарницы Язона (1990)
- Грядёт великое потепление (1981)
- Дайна (1967)
- День тринадцатый (1985)
- Десять лет спустя (1968)
- Дуэль (1968)
- Если рядом Осипов
- Затмение (1972)
- Колокола истории
- Конгресс (1976)
- Контакт
- Коэффициент Маггера (1985) [= Арбузная корочка]
- Краснозвёздный (1972)
- Кратер Ольга (1966) [= Лунное притяжение]
- Ларчик [= Хронос Неумолимый 5]
- Легенда о верблюдах Чингисхана (2004)
- Лесная сказка (2005)
- Литературный вечер (1966)
- Лунное притяжение (1985) [= Кратер Ольга]
- Любовь-разлука, северный вариант
- Мы встретимся здесь завтра (1964)
- Ничьи дети (1970)
- Обкомовские дачи
- Окнами в тайгу
- Опрокинутый мир (1972)
- Палочка с зарубками (1981)
- Пенальти (1972)
- Первая звёздная (1973)
- Первый шаг (1973) [= Первая звёздная]
- Петрович. Воспоминания о В.П.Астафьеве
- Пещера Трёх Робинзонов (1972)
- Пленники преисподней
- По сообщениям прессы [=Хронос Неумолимый 2]
- Под счастливой звездой (1978)
- Поединок под водой
- Потаённое ныряющее судно (1990)
- Прогулка в каменный век [= Хронос Неумолимый 3]
- Ракета на Марс (1972)
- Рукопожатие: Несколько историй из жизни телепата с приложением подлинных документов (1968) [=Литературный вечер + Поединок под водой + Контакт]
- Сказка (1972)
- След пришельца (1985)
- Старинная детская песенка (1972)
- Страх, у которого глаза велики (1972)
- Тени (1976)
- Убийство без раскаяния
- Химеры Диша (1974)
- Хромка (1972)
- Чугуевские ведьмы [= Хронос Неумолимый 4]
- Ыргл
- Янтарный фрегат

## Интересные факты
- Шарж на Б. Лапина работы художника Владимира Скурихина (Иркутск, 2000) вошёл в серию шаржей литераторов Иркутской писательской организации[3].